# Sekundærvej
En sekundærvej er en ældre betegnelse for en vejklasse, der indeholder veje mellem en bydel og primærveje samt i større byer tillige mellem bydele. Sekundærveje kendetegnes ved hastigheder på 50 km/t eller mere, få vejtilslutninger og da som regel i form af større, lysregulerede vejkryds. Sekundærveje kan have mere end to vejspor og eventuelt midterrabat. Gang- og cykeltrafik holdes adskilt fra biltrafikken.
Betegnelsen "sekundærvej" stammer fra 1969. I senere vejplanlægning henregnes sekundærveje til vejklassen "trafikveje".
En nyere formel sekundærvej kaldes en sekundærrute.
Sekundærvej kan også have betydningen:
- Vej i et vejkryds, som er tilsluttet en i trafikal henseende mere betydende vej, en primærvej, og som er pålagt ubetinget vigepligt over for denne.

## Ekstern henvisning
- Byernes Trafikarealer – vejregler.dk